# Трофименко, Владимир Иванович (легкоатлет)
Влади́мир Ива́нович Трофиме́нко (22 марта 1953 года, Сызрань — 1994) — советский прыгун с шестом, чемпион Европы 1978 года, серебряный и бронзовый призёр чемпионатов Европы в помещении. Заслуженный мастер спорта СССР (1978).

## Биография
Начал заниматься лёгкой атлетикой в 1970 году в Сочи, где тренировался под руководством Ю. Я. Викторова. После переезда в Ленинград стал тренироваться в ДСО «Трудовые резервы» у В. Я. Розенфельда.
Чемпион СССР 1976 года, серебряный призёр Всемирной Универсиады 1977 года в Софии.
В 1978 году установил рекорд Советского Союза — 5,61 м.
Первый брак — с легкоатлеткой Иоландой Чен. Второй брак — с Инной Антроповой.